# Alvin e i Chipmunks incontrano Frankenstein
Alvin e i Chipmunks incontrano Frankenstein (Alvin and the Chipmunks Meet Frankenstein) è un film animato del 1999 diretto da Kathi Castillo e ispirato ai personaggi di Alvin and the Chipmunks, protagonisti di una serie di dischi e di cartoni animati fra gli anni sessanta e gli anni novanta.
Distribuito direttamente nel mercato home-video, il film è uscito in Italia in VHS nel 1999 su etichetta Universal Pictures.

## Trama
Alvin, Simon e Theodore durante la visita ad un grande parco di divertimenti a tema cinematografico, non resistono alla tentazione di esplorare il castello del terribile e crudele dottor Frankenstein, ma una volta entrati faranno una scoperta sconvolgente: il vero dottor Frankenstein e il suo famoso mostro si sono impossessati del castello. Quando i simpatici Chipmunks scoprono la verità, i due non esiteranno a dar loro la caccia.

## Colonna sonora
1. The Chipmunks – Things Out There
2. The Chipmunks – If a Monster Came in Our Room
3. The Chipmunks – If You Wanna Have Friends